# Малая Фёдоровка (Ростовская область)
Ма́лая Фёдоровка — хутор в Красносулинском районе Ростовской области России.
Входит в состав Владимировского сельского поселения.

## География
Хутор находится на левом берегу реки Кундрючья.

## Население
| 2010 |
| ---- |
| 188  |

## Улицы
- ул. Береговая,
- ул. Дружбы,
- ул. Степная,
- ул. Центральная.